# They’re Only Chasing Safety
They’re Only Chasing Safety — (в переводе с англ. — «Они только гонятся за безопасностью») четвертый студийный альбом американской рок-группы Underoath. Этот альбом был записан с новым вокалистом Спенсером Чемберлейном. Предыдущий вокалист Даллас Тейлор покинул группу по неизвестным причинам. Также, это первый альбом с участием басиста Гранта Бранндела и гитариста Джеймса Смита. Грант заменил Билли Нотке, а Джеймс заменил Октавио Фернандеза.

## Стиль
Несмотря на то, что Underoath были описаны как металкор, обзор Алекса Хендерсона из Allmusic классифицирует They’re Only Chasing Safety как альтернативный рок, который можно описать как скримо, пост-хардкор или мелодичный хардкор. По словам Хендерсона, «этот подход скримо/пост-хардкор/мелодичный-хардкор сильно отличается от полноценного металкора; в то время как такие металкор группы, как Hatebreed, Brick Bath и печально известные Rotten Sound Finland идут прямо на яремную вену, Underoath и подобные группы предпочитают смешивать мед с уксусом.»

## Оценки критиков
По состоянию на 2005 год, They’re Only Chasing Safety продался в количестве более 218 000 копий, а переиздание продалось в количестве еще 279 000 копий, что в совокупности составило более 500 000 копий только в США. 21 декабря 2011 года было объявлено, что альбом получил золотой сертификат RIAA на поставку 500 000 копий.
В 2005 году альбом был номинирован на премию Dove Award за рок-альбом года на 36-й премии GMA Dove Awards.
| Оценки критиков       | Оценки критиков |
| Источник              | Оценка          |
| --------------------- | --------------- |
| Allmusic              | [ 1 ]           |
| Cross Rhythms         | [ 12 ]          |
| HM Magazine           | favorable       |
| Jesus Freak Hideout   | [ 14 ]          |
| Music Emissions       | [ 3 ]           |
| MusicOMH              | unfavorable     |
| The Phantom Tollbooth | positive        |

## Трек лист
| №                   | Название                                                                        | Текст песни                     | Длительность |
| ------------------- | ------------------------------------------------------------------------------- | ------------------------------- | ------------ |
| 1.                  | «Young and Aspiring»                                                            |                                 | 3:04         |
| 2.                  | «A Boy Brushed Red Living in Black and White»                                   | Gillespie, Chamberlain, McTague | 4:28         |
| 3.                  | «The Impact of Reason»                                                          |                                 | 3:23         |
| 4.                  | «Reinventing Your Exit»                                                         | Dallas Taylor, Gillespie        | 4:22         |
| 5.                  | «The Blue Note» (instrumental)                                                  |                                 | 0:51         |
| 6.                  | «It's Dangerous Business Walking Out Your Front Door»                           |                                 | 3:58         |
| 7.                  | «Down, Set, Go»                                                                 |                                 | 3:44         |
| 8.                  | «I Don't Feel Very Receptive Today»                                             |                                 | 3:42         |
| 9.                  | «I'm Content with Losing»                                                       |                                 | 3:55         |
| 10.                 | «Some Will Seek Forgiveness, Others Escape» (featuring Aaron Marsh of Copeland) | Gillespie, Chamberlain, Marsh   | 4:21         |
| Общая длительность: | Общая длительность:                                                             | Общая длительность:             | 35:50        |

## Запись и производство
| Underoath - Аарон Гиллеспи — барабаны, чистый вокал - Спенсер Чемберлейн — вокал - Тимоти МакТейг — ведущая гитара - Грант Бранеделл — бас гитара - Джеймс Смит — ритм гитара - Кристофер Дадли — клавишные | Основное производство - Аарон Марш — вокал - Мэтт Голдман — вокалы, программист Продюсирование - Продюсер и инженер Джеймс Пол Виснер из Wisner Productions - Микширование Дж. Р. Макнили в Compound Studios - Мастеринг Трой Глесснер в студии Spectre Studios - Оригинальная версия фотография обложки и обложка альбома Криса Маккэддона - Переиздание обложки альбома Джейкоб Бэннон - Треки 11-14 на Специальном издании спродюсированы, сведены и спроектированы Мэттом Голдманом в студии Glow in the Dark |